# 디지털 권리
디지털 권리는 개인이 디지털 미디어에 접근, 사용, 생성 및 게시하거나 컴퓨터, 기타 전자 장치 및 통신 네트워크에 접근하고 사용할 수 있도록 허용하는 인권 및 법적 권리이다. 이 개념은 디지털 기술, 특히 인터넷의 맥락에서 개인정보 보호 및 표현의 자유와 같은 기존 권리의 보호 및 실현과 관련이 있다. 여러 국가의 법률은 인터넷 접근 권한을 인정한다.

## 인권과 인터넷
인터넷과 관련된 많은 인권이 확인되었다. 여기에는 표현의 자유, 사생활 보호 및 결사의 자유가 포함된다. 또한, 교육을 받을 권리와 다중언어, 소비자 권리의 맥락에서, 그리고 역량 강화 및 개발에 대한 권리도 확인되었다. 
 라 시빌리타 카톨리카 (이탈리아 로마에 위치한 예수회 계열 정기 간행물의 명칭, La Civilta Cattolica) 저널의 사설에 따르면 인터넷은 모든 사람이 접근할 수 있고 타인의 권리를 존중해야 하는 글로벌 공공재이다. 정보 및 통신에 대한 접근을 제한하는 억압적인 정권과 함께 민주 정부는 인터넷에 대한 접근을 보장하고 네트워크 사용이 보편적 인권을 존중하도록 일반 원칙을 채택해야 한다. 법률이 오프라인에서 허용하거나 금지하는 것은 온라인에서도 마찬가지이다. . . 검열될 온라인 자료에 대한 "유일하게 널리 퍼진 국제적 합의"는 아동 포르노와 사이버 테러에 관한 것이다. 기사는 계속해서 개인이 표현의 자유를 남용하고 기업이 재정적 이익을 위해 컴퓨터 사용자를 착취하고 시민의 정보를 차단하는 억압적인 정권에 따라 세계는 "인터넷 인권 헌장"이 필요하다고 말했다. 
 전자 프런티어 재단은 메가업로드 압수 과정에서 사람들이 클라우드 컴퓨팅 서비스에 데이터를 저장하여 재산권을 잃는다는 점을 고려한 미국 정부를 비판했다.

## 액세스 광범위 사용 보장 또는 불합리적 제한 방지를 법으로 명시한 국가 목록
여러 국가에서는 인터넷 액세스를 광범위하게 사용할 수 있도록 보장하거나 주 정부가 개인의 정보 및 인터넷 액세스를 부당하게 제한하지 못하도록 하는 법을 채택했다.
- 코스타리카 : 2010년 7월 30일 코스타리카 대법원의 판결은 다음과 같다. "모호한 두려움 없이 이러한 기술(정보 기술 및 통신)이 인간의 의사소통 방식에 영향을 미쳐 사람과 기관 간의 연결을 촉진했다고 말할 수 있다. 전 세계적으로 공간과 시간의 장벽을 제거한다. 현재 이러한 기술에 대한 접근은 기본권 행사와 민주적 참여(전자민주주의), 시민 통제, 교육, 사상과 표현의 자유, 온라인 정보 및 공공 서비스에 대한 접근, 무엇보다도 정부와 전자적으로 그리고 행정적 투명성과 소통한다. 여기에는 이러한 기술에 대한 기본적인 액세스 권한, 특히 인터넷 또는 월드 와이드 웹 액세스 권한이 포함된다."
- 에스토니아 : 2000년 의회는 인터넷의 시골로의 접근을 확대하기 위한 대규모 프로그램을 시작했다. 정부는 인터넷이 21세기의 삶에 필수적이라고 주장한다.[5]
- 핀란드 : 교통 통신부에 따르면 2010년 7월부터 핀란드에 사는 대부분의 사람은 초당 1메가비트의 광대역 연결에 액세스할 수 있게 되었다. 그리고 2015년부터 100Mbit/s 연결에 액세스할 수 있다.[6]
- 프랑스 : 2009년 6월, 프랑스 최고 법원인 헌법평의회는 학대자를 추적하고 사법 없이도 할 수 있는 법률인 HADOPI 법의 일부를 철폐하는 강렬한 결정에서 인터넷 액세스를 기본 인권이라고 선언했다. 두 번의 경고 후 계속해서 불법 자료를 다운로드한 사용자에 대한 네트워크 액세스를 검토하고 자동으로 차단한다.[7]
- 그리스 : 그리스 헌법 제5A 조에는 모든 사람이 정보 사회에 참여할 권리가 있으며 국가는 전자적으로 전송된 정보의 생산, 교환, 확산 및 접근을 촉진할 의무가 있다고 명시하고 있다.[8]
- 스페인 : 2011년부터 국가의 보편 서비스 계약을 보유한 전 국가 독점 업체인 텔레포니카는 스페인 전역에 걸쳐 초당 1MB 이상의 합리적인 가격의 광대역 인터넷을 제공해야 한다.[9]

## APC 인터넷 권리 헌장
APC 인터넷 권리 헌장은 2001년 2월 프라하에서 열린 APC 유럽 인터넷 권리 워크숍에서 진보적 의사소통을 위한 협회(APC)에 의해 제정되었다. 이 헌장은 국민 커뮤니케이션 헌장을 채택하고 다음 7가지 주제를 개발한다. 모두를 위한 인터넷 액세스, 표현의 자유 및 연결의 자유, 지식 공유 학습 및 창작 그러니까 무료 및 오픈 소스 소프트웨어와 기술 개발, 개인 정보 보호, 감시 및 암호화, 인터넷 거버넌스, 인식, 보호 및 보호, 그리고 권리의 실현이다. APC는 "인터넷을 이용해 정보를 공유하고 자유롭게 소통하는 능력은 세계인권선언, 경제사회 문화권 국제 규약, 시민정치권 국제 규약 및 인권 협약에 규정된 인권 실현에 필수적이다"고 밝혔다. 여성에 대한 모든 형태의 차별을 없애자고 말했다."

## 대한민국 권리장전
디지털 권리장전은 인간의 보편적 권리로 보장되는 새로운 디지털 질서를 정립하여, 국제사회와 함께 디지털 혁신을 추구하면서도 그 혜택을 모두가 정의롭고 공정하게 향유하는 디지털 공동 번영 사회를 실현하고자 2023년 9월 25일 대한민국 정부에 의해 발표되었다. 권리장전은 기본 원칙, 디지털 환경에서의 자유와 권리 보장, 디지털에 대한 공정한 접근과 기회의 균등, 안전하고 신뢰할 수 있는 디지털 사회, 자율과 창의 기반의 디지털 혁신의 촉진, 인류 후생의 증진에 해당하는 총 6장, 28조항으로 구성되어 있다. 대한민국 정부가 운영하는 디지털 공론장을 통해서 디지털 권리장전 국문과 영문, 해설서 국문과 영문을 확인할 수 있다.

## 정보 사회 세계 정상회의 (WSIS)
2003년 12월에 정보 사회 세계 정상회의 (WSIS)가 유엔 (UN)의 후원으로 소집되었다. 정부, 기업 및 시민 사회 대표 간의 긴 협상 끝에 WSIS 원칙 선언이 채택되었다. 인권 재확인 : 
 "우리는 비엔나 선언에 명시된 대로 개발권을 포함한 모든 인권과 기본적 자유의 보편성, 불가분성, 상호 의존성 및 상호 관계를 재확인한다. 우리는 또한 민주주의, 지속 가능한 개발, 인권 및 기본적 자유에 대한 존중과 모든 수준의 훌륭한 거버넌스가 상호 의존적이며 상호 강화된다는 점을 재확인한다. 우리는 국정과 마찬가지로 국제적인 법치주의를 강화하기로 결심한다. 
WSIS 선언은 또한 정보화 사회에서 표현의 자유에 대한 권리의 중요성을 다음과 같이 구체적으로 언급했다. 
 "우리는 정보 사회의 필수 기반으로서 세계 인권 선언 19조에 명시된 바와 같이 모든 사람이 의견과 표현의 자유에 대한 권리를 가지고 있으며, 이 권리에는 간섭없이 의견을 보유할 수 있는 자유가 포함된다는 것을 재확인한다. 국경과 관계없이 모든 미디어를 통해 정보와 아이디어를 찾고, 받고, 전달한다. 의사소통은 기본적인 사회 과정이며 인간의 기본적인 필요이며 모든 사회 조직의 기초이다. 정보 사회의 중심이다. 모든 사람이 참여할 기회를 가져야 하며 정보 사회가 제공하는 혜택에서 배제되어서는 안된다." 
 2004WSIS 원칙 선언은 또한 "인권을 존중하면서 범죄 및 테러 목적을 위한 정보 자원 및 기술의 사용을 방지하는 것이 필요하다"고 인정했다. 볼프강 베네 덱은 WSIS 선언이 인권에 대한 많은 언급만을 포함하고 있으며 인권이 실제로 고려되도록 보장하는 절차 나 메커니즘을 설명하지 않는다고 언급했다.
2005년 영국의 Open Rights Group은 디지털 권리 보존을 위해 활동하는 조직과 사람들의 범위를 기록한 디지털 권리 환경을 발표했다. 관심 분야와 관련된 그룹, 개인 및 웹 사이트 다이어그램.

## 인터넷 권리 및 원칙에 관한 인터넷 권리 장전 및 헌장
인터넷 권리 장전을 위한 동적 연합은 2007년 9월 로마에서 대규모 인터넷 권리 대화 포럼을 개최했으며 2007년 11월 리우에서 인터넷 거버넌스 포럼 (IGF)에서 아이디어를 발표하여 인터넷 권리에 대한 공동 선언을 발표했다. 2008년 하이데라바드에서 열린 IGF에서 인터넷을 위한 인권에 관한 동적 연합과 인터넷에 대한 원칙이 합병되어 APC 인터넷 권리 헌장과 세계 인류 선언을 기반으로 하는 인터넷 권리 및 원칙에 관한 동적 연합이 체결되었다. Rights는 2010년 빌니우스에서 열린 IGF(www.internetrightsandprinciples.org)에서 발표된 인터넷에 대한 인권 및 원칙 헌장을 정교화했으며 이후 여러 언어로 번역되었다.

## 글로벌 네트워크 이니셔티브
2008년 10월 29일 글로벌 네트워크 이니셔티브 (GNI)는 "표현 및 프라이버시의 자유에 관한 원칙"을 기반으로 설립되었다. 이 이니셔티브는 세계 인권 선언 (UDHR) 60주년 기념일에 시작되었으며 UDHR, 시민적 및 정치적 권리에 관한 국제 규약에 명시된 표현 및 사생활의 자유에 관한 인권에 대한 국제적으로 인정된 법률 및 기준을 기반으로 한다. 권리 (ICCPR) 및 경제적, 사회적 및 문화적 권리에 관한 국제 규약 (ICESCR). 이니셔티브의 참가자로는 전자 프런티어 재단, 휴먼 라이트 워치, 구글, 마이크로소프트, 야후, 기타 주요 기업, 인권 NGO, 투자자 및 학계가 있다.
보고서에 따르면 Cisco Systems는 초기 토론에 초대되었지만, 이니셔티브에는 참여하지 않았다. 시스코가 인권위원회를 설립할 것을 제안한 해링턴 인베스트먼트는 GNI에 영향을 미치는 자발적 행동 강령으로 일축했다. 최고 경영자인 John Harrington은 GNI를 "무의미한 소음"이라고 부르고 대신 이사회가 인권 책임을 수락하도록 강요하는 조례를 도입할 것을 요구했다.

## BBC World Service 글로벌 여론 조사
인터넷 사용자 14,306명을 포함하여 26개국 27,973명의 성인을 대상으로 국제 여론 조사 회사인 GlobeScan이 2009년 11월 30일부터 2010년 2월 7일까지 전화 및 대면 인터뷰를 통해 BBC World Service를 위해 설문 조사를 실시했다. 글로브스캔 회장 더그 밀러는 전체적으로 설문 조사에서 다음과 같은 사실을 확인했다.
프라이버시와 사기에 대한 걱정에도 불구하고 전 세계 사람들은 인터넷 액세스를 기본 권리로 간주한다. 그들은 웹이 선을 위한 힘이라고 생각하며 대부분 정부가 웹을 규제하는 것을 원하지 않는다.
설문 조사 결과는 다음과 같다.
- 인터넷 사용자 5명 중 거의 4명 (78%)가 인터넷이 더 큰 자유를 가져다주었다고 느꼈다.
- 대부분의 인터넷 사용자 (53%)는 "인터넷은 어느 곳에서도 어떤 수준의 정부에 의해 규제되어서는 안된다"고 느꼈다.
- "인터넷은 내 의견을 표현하기에 안전한 곳"이라고 생각하는 인터넷 사용자 (48%)와 동의하지 않는 사용자 (49%) 사이에서 의견이 균등하게 나뉘었다.
- 가장 우려되는 인터넷 측면은 사기 (32%), 폭력적이고 노골적인 콘텐츠 (27%), 개인 정보 보호 위협 (20%), 국가 콘텐츠 검열 (6%), 기업 존재의 정도이다. (3%)
- 전 세계 인터넷 사용자 및 비사용자 5명 중 거의 4명이 인터넷 액세스가 기본적 권리라고 생각했다. (50% 강력하게 동의함, 29% 다소 동의함, 9% 다소 동의하지 않음, 6% 강력히 동의하지 않음 그리고 6%가 의견 없음)[23]

## 유엔 특별 보고관의 권고
유엔 특별 보고관의 권고에 의해 만든 88개 추천 특별 보고관 받는 2011년 5월 보고서의 홍보 및 의견의 자유와 표현의 자유에 대한 권리의 보호에 인권 이사회의 유엔 총회는 몇 가지 포함하는 인터넷 접속의 문제에 곰:
67. 다른 매체와 달리 인터넷은 개인이 국경을 넘어 모든 종류의 정보와 아이디어를 즉각적이고 저렴하게 찾고, 받고, 전달할 수 있도록 한다. 인터넷은 다른 인권의 "활성화"인 의견과 표현의 자유를 누릴 수 있는 개인의 능력을 대폭 확대함으로써 경제, 사회 및 정치 발전을 촉진하고 인류 전체의 발전에 기여한다. 이와 관련하여 특별 보고관은 다른 특별 절차 위임 소지자가 특정 임무와 관련하여 인터넷 문제에 참여할 것을 권장한다.
78. 차단 및 필터링 조치는 사용자가 인터넷의 특정 콘텐츠에 액세스하는 것을 거부하는 반면, 국가는 인터넷 액세스를 완전히 차단하는 조치를 했다. 특별 보고관은 지식재산권법을 위반하는 근거를 포함하여 제공된 정당성과 관계없이 사용자의 인터넷 액세스 차단이 불균형적이며 따라서 시민 및 정치에 관한 국제 규약 19조 3항을 위반하는 것으로 간주한다. 진상.
79. 특별 보고관은 모든 국가에 정치적 불안시기를 포함하여 인터넷 접속이 항상 유지되도록 촉구한다.
85. 인터넷이 다양한 인권 실현, 불평등 퇴치, 개발 및 인간 발전 가속화에 없어서는 안 될 도구가 되었기 때문에 인터넷에 대한 보편적인 접근을 보장하는 것이 모든 국가의 우선 순위가 되어야 한다. 따라서 각 국가는 민간 부문 및 관련 정부 부처를 포함하여 사회의 모든 부문의 개인과 협의하여 구체적이고 효과적인 정책을 개발하여 모든 인구 부문에서 인터넷을 널리 이용할 수 있고 접근할 수 있으며 저렴하게 만들 수 있다.
이러한 권장 사항은 인터넷 액세스 자체가 기본적인 인권이거나 기본적인 인권이 되어야 한다는 제안으로 이어졌다.

## Internet Society의 글로벌 인터넷 사용자 설문 조사
2012년 7월과 8월 Internet Society는 20개국에서 10,000명 이상의 인터넷 사용자를 대상으로 온라인 인터뷰를 실시했다. 디지털 권한 및 인터넷 액세스와 관련된 몇 가지 결과가 아래에 요약되어 있다.
| 질문 | 응답 수 | 응답 |
| --- | ------- | --- |
| 인터넷 접속은 기본적인 인권으로 간주되어야 한다.                                                                      | 10,789  | 83 %는 다소 또는 강력하게 동의한다. </br> 14 %는 다소 또는 전적으로 동의하지 않는다. </br> 3 % 모름             |
| 각 국가는 자신이 적합하다고 생각하는 방식으로 인터넷을 관리할 권리가 있다.                                            | 10,789  | 67 %는 다소 또는 강력하게 동의한다. </br> 29 %는 다소 또는 전적으로 동의하지 않는다. </br> 4 % 모름 / 해당 없음 |
| 인터넷은 사회를 해치는 것보다 사회를 돕는 데 더 많은 일을한다.                                                        | 10,789  | 83 %는 다소 또는 강력하게 동의한다. </br> 13 %는 다소 또는 전적으로 동의하지 않는다. </br> 4 % 모름 / 해당 없음 |
| 인터넷에 대한 정부의 통제가 증가하면 인터넷 사용이 줄어들 것이다.                                                     | 9,717   | 57 %는 다소 또는 강력하게 동의한다. </br> 39 %는 다소 또는 전적으로 동의하지 않는다. </br> 5 % 모름 / 해당 없음 |
| 인터넷에 대한 정부의 통제가 증가하면 사용자 수가 늘어날 것이다.                                                       | 9,717   | 40 %는 다소 또는 강력하게 동의한다. </br> 52 %는 다소 또는 전적으로 동의하지 않는다. </br> 8 % 모름 / 해당 없음 |
| 정부는 우리나라에서 인터넷과 그 혜택을 확대하는 데 더 높은 우선 순위를 두어야한다.                                    | 10,789  | 83 %는 다소 또는 강력하게 동의한다. </br> 11 %는 다소 또는 전적으로 동의하지 않는다. </br> 5 % 모름 / 해당 없음 |
| 우리나라에서 인터넷의 잠재력을 최대한 발휘하려면 사람들이 데이터 및 콘텐츠 제한없이 인터넷에 액세스 할 수 있어야한다. | 10,789  | 79 %는 다소 또는 강력하게 동의한다. </br> 17 %는 다소 또는 전적으로 동의하지 않는다. </br> 4 % 모름 / 해당 없음 |

## 디지털 권리 옹호 그룹
- AccessNow
- 민주주의 및 기술 센터
- [[Global Digital Human Rights. Global Shapers Moscow[27]|글로벌 디지털 인권.]] [[Global Digital Human Rights. Global Shapers Moscow[28]|Global Shapers 모스크바]]
- 디지털 권리 아일랜드
- 디지털 권리 감시
- 전자 프론티어 재단
- 엔터테인먼트 소비자 협회
- 유럽 디지털 권리
- 자유 소프트웨어 재단
- FreedomBox
- 덴마크의 IT- 정치 협회
- 열린 권리 그룹
- 공공 지식
- TestPAC, 미국 정치 활동위원회
- 월드 와이드 웹 재단
- Xnet

## 같이 보기
| - 위조 방지 무역 협정 (ACTA) - 컴퓨터 접근성 - 정보 격차 - 글로벌 디지털 격차 - 전 세계의 전국 광대역 계획 - 디지털 권한 관리 (DRM) - 정보 사회 및 미디어 총국 (유럽위원회) - 전자적 시민 불복종 - 글로벌 인터넷 사용 | - 글로벌 인터넷 자유 태스크 포스 (GIFT)- 미국 국무부 내 이니셔티브 - 점진적 응답 (일명 삼진) - 사이버 공간에서의 인권 - 정보 윤리 - 정보 프라이버시 - 인터넷 검열 - 국가 별 인터넷 검열 - 인터넷 프라이버시 - 네트워크 중립성 - 정보 철학 - IP 보호법 (PIPA) | - 인터넷 액세스 권한 - 온라인 불법 복제 방지법 (SOPA) - 태평양 횡단 파트너십 - 대서양 횡단 무역 및 투자 파트너십 - 연합 국가 - 유엔 헌장 - 세계 인권 선언 - 비엔나 선언 - 보편적 인 서비스 |